# Самойленко Ольга Гордіївна
Ольга Гордіївна Самойленко (1937, село Ходосівка, тепер Києво-Святошинського району Київської області — ?) — українська радянська діячка, новатор виробництва, швачка Уманської швейної фабрики імені 50-річчя газети «Правда» Черкаської області. Депутат Верховної Ради УРСР 6—7-го скликань.

## Біографія
Народилася в родині токаря київського заводу «Арсенал». Закінчила професійно-технічну школу, здобула спеціальність швачки.
З 1956 року — швачка експериментального цеху Уманської швейної фабрики імені 50-річчя газети «Правда» Черкаської області.
Без відриву від виробництва закінчила Уманську вечірню середню школу.
Навчалася на заочному відділенні Московського технологічного інституту.